# Bruno Gamberini

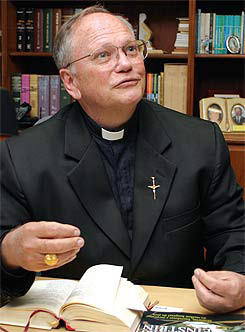
Erzbischof Bruno Gamberini (2006)

Bruno Gamberini (* 16. Juli 1950 in Matão; † 28. August 2011 in São Paulo) war ein brasilianischer Geistlicher und römisch-katholischer Erzbischof von Campinas.

## Leben
Gamberini, drittes von fünf Kindern von Armando Gamberini und Tirso Castellani Gamberini, wurde in der Kathedrale Bom Jesus de Matão getauft und gefirmt. Nach dem Besuch der staatlichen Schulen José Inocêncio da Costa und Prof. Henrique Morato in Matão studierte er von 1968 bis 1970 Philosophie am Diözesanseminar in São Carlos und von 1971 bis 1974 Theologie an einer Außenstelle der Päpstlichen Lateranuniversität in Curitiba. Er studierte zudem Chorgesang und Dirigieren am Pró-Música de Curitiba. Am 2. Dezember 1973 wurde er in São Carlos zum Diakon geweiht. Am 11. Dezember 1974 empfing er durch Bischof Constantino Amstalden in der Kathedrale Bom Jesus de Matão die Priesterweihe. Er war als Priester in São Carlos tätig, zudem Professor für Philosophie (1975–1977) und Dekan der Philosophischen Fakultät (1991–1995) am Diözesanseminar von São Carlos. Er war Koordinator der Diözesan-Pastoral der Diözese San Carlos (1978–1979), Pastor von Ribeirão Bonito in São Paulo (1979–1981), der erste Prüfer der Richterkammer am kirchlichen Gericht von São Carlos (1980–1984) sowie Notar des Gerichts bis 1995. Von 1982 bis 1986 war er Rektor des Theologischen Seminars von São Carlos in Campinas. Von 1987 bis 1989 übernahm er die Pfarrstelle in Itajobi und Marapoama. Seit 1983 war er Mitglied des Domkapitels von São Carlos. 
Am 17. Mai 1995 wurde er durch Papst Johannes Paul II. zum Bischof von Bragança Paulista ernannt und empfing am 16. Juli 1995 von Constantino Amstalden, Bischof von São Carlos, die Bischofsweihe. Mitkonsekratoren waren sein Vorgänger in Bragança Paulista, Antônio Pedro Misiara, und der Weihbischof in São Salvador da Bahia, José Antônio Aparecido Tosi Marques. Sein Wahlspruch lautete Nomen domini benedictum (port. Bendito o nome do Senhor, deu. Gesegnet sei der Name des Herrn). Am 2. Juni 2004 wurde er zum Erzbischof von Campinas ernannt und am 1. August desselben Jahres in das Amt eingeführt. 
Er war in der Region Süd der Römisch-katholischen Kirche in Brasilien Mitglied der Kommission für die Kinderpastoral (1996), Leitender Bischof der Sub-Region Campinas (1999–2003), Mitglied des Pastoralrats (1999–2003), Mitglied des Wirtschaftsrats (2003), Bischof der Pastoralkonferenz (1998–2009), Bischof der Pueri Cantores (2005–2009) sowie Mitglied der Basilika Unsere Liebe Frau von Aparecida, dem wichtigsten nationalen Marienheiligtum in Brasilien (2007–2009). Er war Großkanzler der Päpstlichen Katholischen Universität von Campinas.
Er verstarb am 28. August 2011 nach einem krankheitsbedingten Aufenthalt in der Päpstlichen Katholischen Universitätsklinik "Celso Pierro" von Campinas an Multiorganversagen im Hospital Bandeirantes in Liberdade bei São Paulo.